# Nationalmuseum von Mauretanien
Das Nationalmuseum von Mauretanien oder das Nationalmuseum von Nouakchott (französisch Musée National de Nouakchott) in Mauretanien verfügt über eine archäologische und ethnographische Sammlung.

## Museumsgebäude
Das Nationalmuseum ist in einem 1972 von einem chinesischen Unternehmen errichteten zweistöckigen Gebäude untergebracht und beherbergt außerdem das Mauretanische Institut für wissenschaftliche Forschung, das Zentrum zur Erhaltung mauretanischer Manuskripte und die Nationalbibliothek von Mauretanien. Das Museum wurde 1972 in Anwesenheit des damaligen Staatspräsidenten Moktar Ould Daddah eröffnet. Es besteht aus zwei Ausstellungsräumen und einem zusätzlichen Raum für temporäre Ausstellungen.
Zur Unterstützung dieser und anderer Einrichtungen existiert ein Freundeskreis, die Association des Amis de l’Office Nationale des Musées.

## Sammlungen
- Die archäologische Sammlung (200 m²) im Erdgeschoss zeigt Objekte des Moustérien, Atérien und Neolithikum sowie Bestände aus Ausgrabungen, die in mehreren historischen Städten Mauretaniens durchgeführt wurden, darunter Koumbi Saleh, Aoudaghost, Tichit, Ouadane und Azougui.
- Die ethnographische Sammlung (400 m²) im ersten Stockwerk enthält Objekte aus verschiedenen Kulturen der mauretanischen Gesellschaft.
- In der Kunstsammlung werden Plastiken von mauretanischen und ausländischen Künstlern gezeigt.[1]
- In zwei weiteren Bereichen sind Fotografien und postgeschichtliche Zeugnisse ausgestellt.[1]

## Galerie

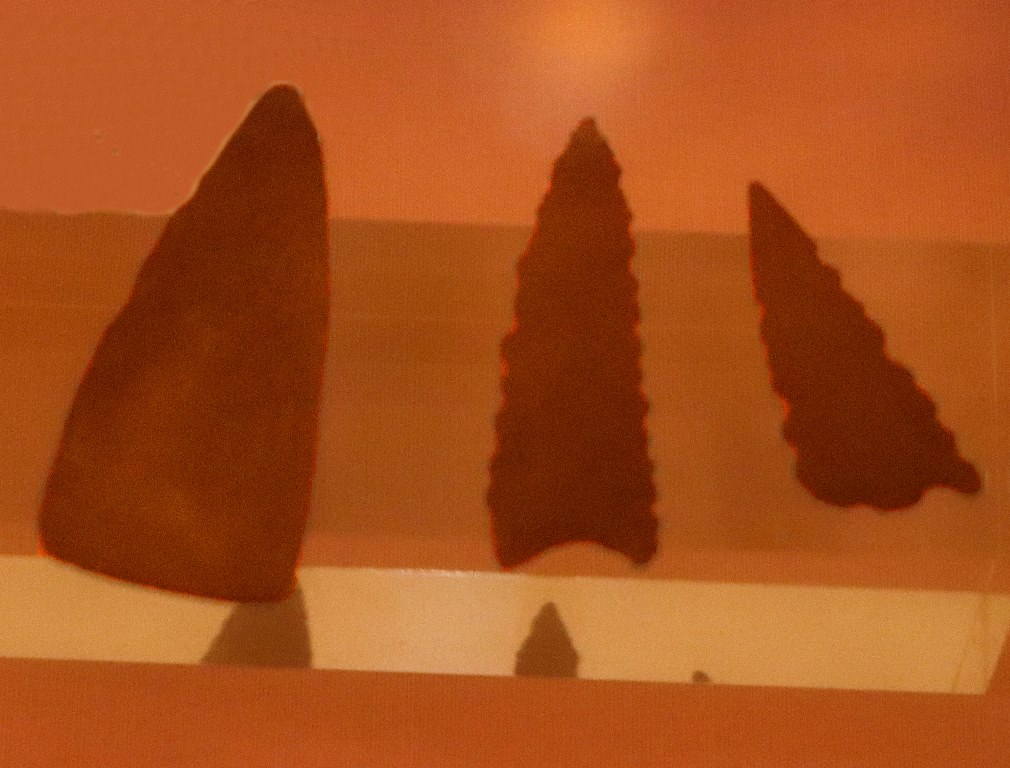
Polierte Schieferwerkzeuge der Tichitt-Kultur
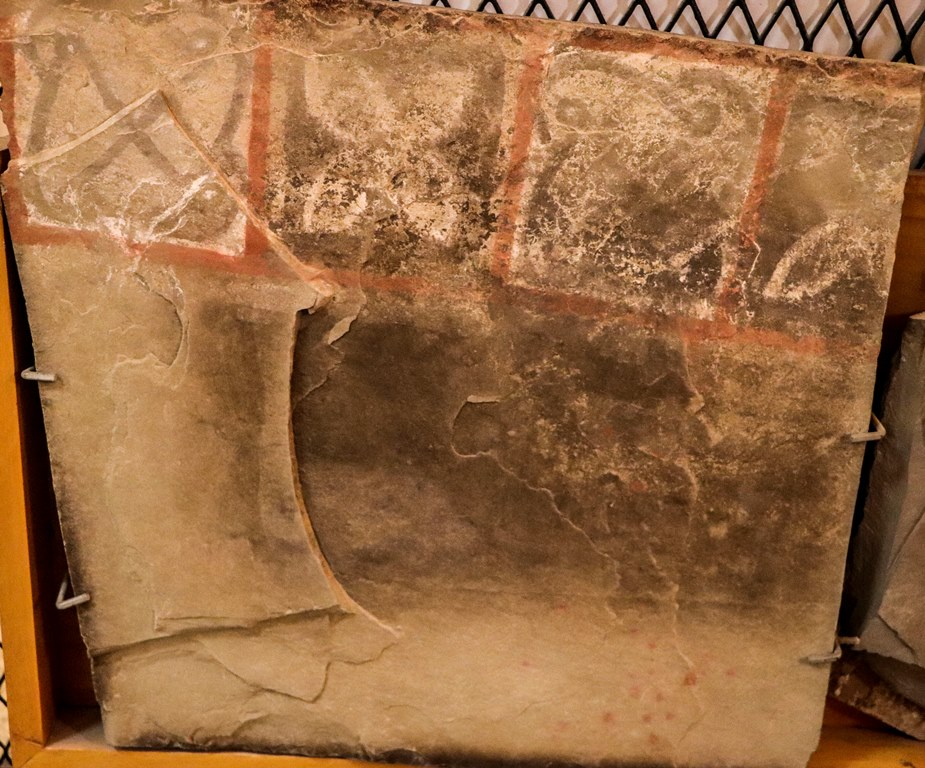
Epigraphische Schieferplatte aus Koumbi Saleh
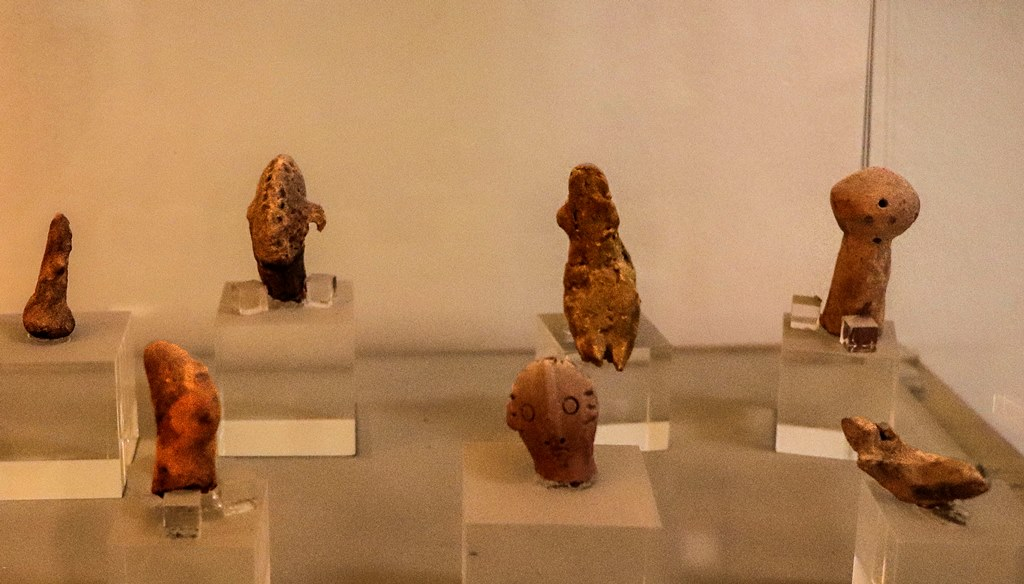
Kleine Lehmziegel-Statuen
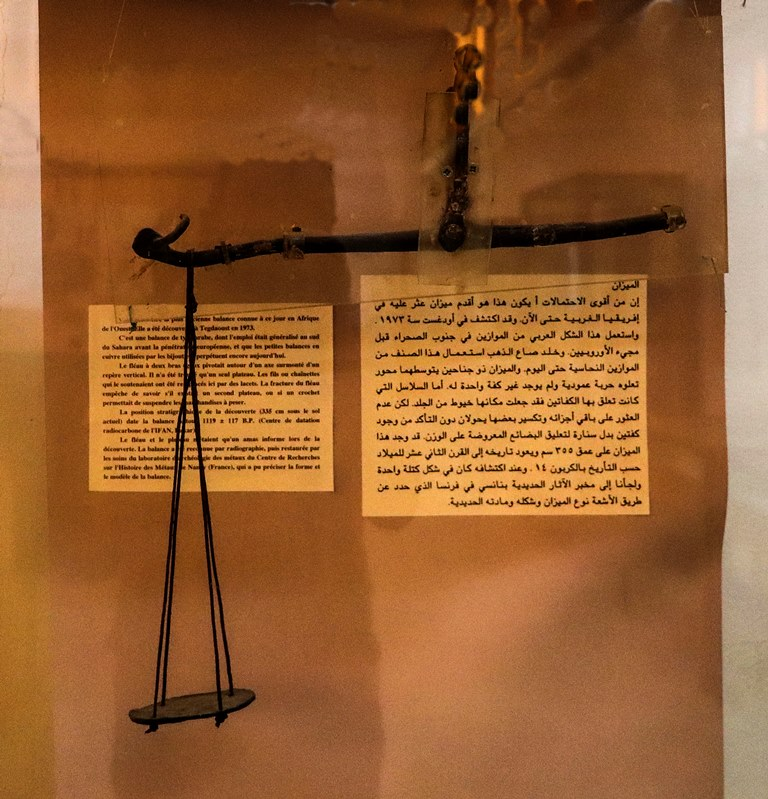
Arabische Waage aus der Sahelzone, 10. Jahrhundert